# Rivière Bonnet Plume
La rivière Bonnet Plume est un cours d'eau qui coule au Canada dans la province du Yukon. 
En 1998, la rivière Bonnet Plume a été inscrite au réseau des rivières du patrimoine canadien.

## Toponymie
La rivière doit son nom à Alfred Bonnet Plume qui fut un chef amérindien de la tribu des Gwich’in et interprète pour la Compagnie de la Baie d’Hudson. Les Amérindiens l'avaient surnommée "Tsaih Tiak Njik" ou la rivière au sable noir.

## Géographie
La rivière Bonnet Plume prend sa source dans les monts Mackenzie. Elle est le principal émissaire du lac Bonnet Plume. Elle s'écoule vers l'Ouest en chevauchant la ligne de partage des eaux hydrographique qui sépare le Yukon des Territoires du Nord-Ouest. Ensuite, elle se dirige vers le Nord. Elle se jette dans la rivière Peel au bout de 350 kilomètres.